# Intadeyne
Intadeyne ou I-n-Tedeini est une localité et une commune rurale du Mali chef-lieu d'arrondissement, dans le cercle de Tidermène et la région de Ménaka. La commune a pour chef-lieu la localité de Intadeyne.

## Géographie
La localité de Intadeyne est située au nord du chef-lieu de cercle Ménaka.

## Histoire
Le point d'eau d'Intadeyné créé dans les années 1920, devient un site de semi-sédenraisation en 1984 établi par un clan de la fraction Ichidinharéne.
La commune est créée en 2018.

## Villages et fractions
La commune est composée de 10 localités, dont 6 villages :
- Intadeyne
- Tintigatas
- Tintislimène
- Tintifrikdène
- Inakassof
- Intamat

et 4 fractions :
- Kel Tichedene
- Kel Talamène
- Ichidinharane Kel Intadeye
- Ichidinharane